# Siphonalia cassidariaeformis
Siphonalia cassidariaeformis is een slakkensoort uit de familie van de Buccinidae. De wetenschappelijke naam van de soort is voor het eerst geldig gepubliceerd in 1846 door Reeve.